# 山东河流列表
山东河流列表，列舉全部或部分在山东省境內的河流及出海口所屬行政區，並依照流域排列；支流則由河口至源頭排序。山東河流包括淮河、黄河、海河水系，以及除此之外的山东沿海诸河流。习惯上沿海诸河流又可分为小清河水系和山东半岛水系。
小清河水系由小清河及支脉河等组成，主要支流有巨野河、绣江河、杏花沟、孝妇河、淄河、塌河等，流域面积为14,223平方公里。
山东半岛水系由弥河、白浪河、潍河、胶莱河、王河、界河、黄水河、大沽夹河、辛安河、沁水河、母猪河、黄垒河、乳山河、东五龙河、张村河、白沙河、墨水河、大沽河、洋河、巨洋河、王戈庄河、白马-吉利河、潮河、傅疃河与绣针河等组成，流域面积为48,300平方公里。

## 沂沭泗河水系
- 新沂河
  - 沭河：跨省河流，下游位於江蘇境內。
  - 駱馬湖
    - 沂河：跨省河流，下游位於江蘇境內。
      - 祊河
      - 汶河
      - 沂青河

    - 韓莊運河
      - 南四湖：跨省湖泊，南岸為山東、江蘇邊界。
        - 泗河
- 新沭河：跨省河流，下游位於江蘇境內。

## 黃河口以南沿海諸河流
- 绣针河（日照市）
- 傅疃河（日照市）
- 潮河（日照市）
- 白马-吉利河（青島市）
- 王戈庄河（青島市）
- 巨洋河（青島市）
- 洋河（青島市）
- 大沽河（青島市）
- 李村河（青岛市）
- 墨水河（青島市）
- 白沙河（青島市）
- 张村河（青島市）
- 大任河（青島市）
- 周疃河（青島市）
- 东五龙河（煙台市）
- 乳山河（威海市）
- 黄垒河（威海市）
- 老母猪河（威海市）
- 母猪河（威海市）
- 昌陽河（威海市）
- 青河（威海市）
- 小落河（威海市）
- 沽河（威海市）
- 石家河（威海市）
- 五渚河（威海市）
- 念河（煙台市）
- 沁水河（煙台市）
- 辛安河（煙台市）
- 大沽夹河（煙台市）
- 黄水河（煙台市）
- 界河（煙台市）
- 王河（煙台市）
- 胶莱河（煙台市、濰坊市）
- 潍河（濰坊市）
- 虞河（濰坊市）
- 白浪河（濰坊市）
- 弥河（濰坊市）
- 小清河（濰坊市）
  - 淄河

## 黃河水系
- 黃河
  - 大汶河
  - 金堤河：跨省河流，下游為山東、河南界河，上游位於河南境內。

## 黃河口以北沿海諸河流
- 徒駭河（濱州市）
- 馬頰河（濱州市）：跨省河流，中、上游位於河北、河南境內。
- 漳衛新河（南運河分流）：跨省河流，中、下游為山東、河北界河。

## 海河水系
- 海河
  - 子牙河
    - 南運河：跨省河流，上游為山東、河北界河，下游位於河北境內。
      - 漳衛新河（分流入海）：跨省河流，中、下游為山東、河北界河。
      - 衛河：跨省河流，下游為山東、河北界河，中、上游位於河北、河南境內。